# 李如圭
李如圭（1480年—1545年），字國寶，號涔涯，湖廣岳州府澧州人，明朝政治人物。

## 生平
李如圭是弘治十一年（1498年）湖廣鄉試第十二名舉人，次年（1499年）聯捷進士，獲授安福知縣，調任建昌，於兩地釐剔弊奸，盜賊都望風而去。正德四年他陞任山東道監察御史，巡按福建時貪官都被他引退，嘉靖初年外調廣西府江兵備道副使，澄清該處政治，並征討掠奪的瑤族人，餘暇亦留心學校。
嘉靖七年（1528年），李如圭自陝西按察使陞右僉都御史協理院事，兩年後因延綏地方饑荒，在夏言推薦下陞官延綏巡撫，上疏荒政十多條，朝廷讓他便宜行事，救活數十萬人，惟次年（1531年）遭戶科左給事中孫應奎彈劾他久病不能理事而致仕。
嘉靖十四年（1535年），李如圭獲原官起用為河道總督，改設河流閘座引來湖水，次年（1536年）陞官兵部右侍郎，轉吏部右侍郎、戶部戶部侍郎總督倉場兼西苑農事，明世宗到顯陵拜祭時與靖遠伯王瑾居守北京。
嘉靖十八年（1539年），李如圭陞任南京工部尚書，次年（1540年）調為戶部尚書，二十一年（1542年）被吏科給事中周怡論劾而致仕。他學期用世，曾於書室寫下「宏濟艱難」四大字，任官時總會表彰先賢、鼓勵後進；對家人有禮，接待鄉里友善，家產僅供給食，家祖遺產都讓給弟弟，任官久年只有藏書豐富，著有《懷古集》，死後入祀鄉賢祠。

## 家族
曾祖李仲安；祖李通，教谕；父李纯，训导。母申氏。具庆下。兄李如璋字國器（贡士、遂平知縣）、弟李如垚、李如士。

## 引用
1. 1 2  直隸《澧州志·卷十七·人物志》：李如圭 字國寶，宏治己未進士，知江西安福縣，調建昌，釐弊剔奸，盜賊望風逸去；按福建，貪酷吏引退，轉廣西兵備，獠猺回札。擢僉都御史，值延綏大饑，夏文愍薦為巡撫，疏荒政十餘條，得便宜行事，全活數十萬人；命總理河道，易置閘座，引諸湖水益河流，河流乃便。厯晉戶部總督倉場，兼西苑農事，世宗詣顯陵，勅同靖遠伯王瑾居守，陞工部尚書，改戶部致仕歸。圭學期用世，嘗於書室大書「宏濟艱難」四字，所至表章先哲、激揚後學，御家人無慢容，接鄉里不為崖岸；田園僅給食，指先世所遺悉讓諸弟，厯任雖久，止富圖書，著有《懷古集》，祀鄉賢。
2. ↑  直隸《澧州志·卷　·選舉志》：舉人……李如圭 戊午科，成己未進士
3. ↑  《明武宗毅皇帝實錄》·卷五十六：（正德四年十月戊申）授理刑進士張元電、蕭海、張宏、王度、李璣、王潮、蔡澄，知縣鮮冕、李如圭俱為試御史，元電、海澄、冕、如圭俱山東道，宏雲南道，度福建道，璣山西道，潮江西道。
4. ↑  四庫全書《廣西通志·卷六十七》：李如圭，澧州人，嘉靖初府江兵備副使，以名節風勵邊俗，振綱肅紀，吏治為之澄清，時猺賊猖獗征勦之，暇加意學校。 舊志
5. ↑  《明世宗肅皇帝實錄·卷八十八》：（嘉靖七年五月壬午）陞陜西按察使李如圭為都察院右僉都御史，恊理院事。
6. ↑  《明世宗肅皇帝實錄·卷一百十二》：（嘉靖九年四月癸未）陞都察院右僉都御史李如圭為右副都御史，廵撫延綏兼理賑濟。先是延綏廵撫缺，已推左布政使胡忠有成命矣，御史王儀言忠非應變材，乞行改任都給事中，夏言因言……即令如圭廵撫以事權兵部，復請兼理延慶二府，有司民事詔悉從之。
7. ↑  《明世宗肅皇帝實錄·卷一百二十六》：（嘉靖十年六月戊午）命廵撫延綏右副都御史李如圭致仕以戶科左給事中孫應奎劾其久病不能任事故也
8. ↑  《明世宗肅皇帝實錄·卷一百八十》：（嘉靖十四年十月）癸巳起原任巡撫延綏都察院右副都御史李如圭以原官總理河道。
9. ↑  《明世宗肅皇帝實錄·卷一百九十三》：（嘉靖十五年十一月）丙寅陞兵部右侍郎潘珍為本部左侍郎，總理河道都察院右副都御史李如圭為兵部右侍郎……
10. ↑  《明世宗肅皇帝實錄·卷二百四》：（嘉靖十六年九月庚辰）陞吏部右侍郎張潮為本部左侍郎兼學士，仍充經筵日講官，改兵部右侍郎李如圭為吏部右侍郎。
11. ↑  《明世宗肅皇帝實錄·卷二百十八》：（嘉靖十七年十一月丁酉）改吏部右侍郎李如圭為戶部左侍郎……
12. ↑  《明世宗肅皇帝實錄·卷二百三十一》：（嘉靖十八年十一月）己亥陞戶部左侍郎李如圭為南京工部尚書，雲南左布政使韓士英為都察院右副都御史，廵撫貴州。
13. ↑  《明世宗肅皇帝實錄·卷二百三十八》：（嘉靖十九年六月）甲戌改南京工部尚書李如圭為戶部尚書。
14. ↑  《明世宗肅皇帝實錄·卷二百六十五》：（嘉靖二十一年八月辛丑）吏科給事中周怡論劾戶部尚書李如圭兵部尚書張瓚及提督團營兵部尚書劉天和各不職……命如圭回籍聽勘……
15. ↑  龚延明主编 (编). . 宁波: 宁波出版社. 2016. ISBN 978-7-5526-2320-8. 《天一閣藏明代科舉錄選刊.登科錄》之《弘治十二年己未科進士登科錄》